# Marco Sambugaro
Marco Alvise Ernst Sambugaro (Werneck, 14 gennaio 1971) è un dirigente sportivo ed ex cestista italiano.
Alto 196 centimetri, in campo ricopriva il ruolo di guardia e ala piccola.

## Carriera

### Club
È un prodotto del vivaio dell'Olimpia Milano, con la quale fece il suo debutto nella massima serie nella stagione 1992-93, vincendo subito una Coppa Korac. Il giovane Sambugaro viene poi girato prima all'Aresium, la seconda squadra di Milano, e poi a Cantù in serie A2 (annata 1994-95).
Il suo ritorno all'Olimpia, nella stagione 1995-96, lo porta a vincere scudetto e Coppa Italia.
Nell'estate 1998 il biondissimo Marco si trasferisce a Montecatini, dove rimane per un triennio contribuendo subito alla conquista della serie A1.
Seguirà un anno e mezzo a Livorno, salvo concludere l'annata 2002-03 in quel di Scafati. La stagione successiva emigra al CB Girona, disputando così la Liga spagnola ACB. A maggio 2004 firma un contratto a gettone con la Montepaschi Siena, andando a vincere i play-off e contribuendo a conquistare il primo scudetto della compagine senese.
Trascorre poi un biennio con la maglia della Cimberio Novara in Legadue arrivando subito a sfiorare la finale play-off del campionato 2004-05, e restando in terra piemontese anche nell'anno a seguire. Il 2006-07 vede il suo ritorno in serie A a Livorno, ma ritornerà l'anno successivo a vestire la casacca novarese.
Nell'estate 2008  firma un contratto con la Fileni Jesi, in Legadue.
Nel gennaio 2010 passa a Piacenza, squadra per cui dal termine della stagione ha ricoperto il ruolo di general manager.

### Nazionale
Le buone prestazioni con le casacche di Montecatini e di Livorno gli permettono di vestire la maglia azzurra della nazionale, con la quale esordisce:
Esordio: 18 maggio 1997 Alicante,  Italia - Spagna 68 - 84.
Con la maglia azzurra ha vinto:
- 1997: Argento ai Giochi del Mediterraneo

## Palmarès

### Club
- Coppa Korać: 1

Olimpia Milano: 1992-93
- Campionato italiano: 2

Olimpia Milano: 1995-96
Siena: 2003-04
- Coppa Italia: 1

Olimpia Milano: 1996

### Nazionale
- Argento Giochi del Mediterraneo

Giochi del Mediterraneo 1997